# Asia-Pacific Journal of Ophthalmology
Asia-Pacific Journal of Ophthalmology, skrót: APJO lub Asia Pac J Ophthalmol (Phila) – hongkońskie, anglojęzyczne czasopismo okulistyczne wydawane online od 2012. Oficjalny organ Asia-Pacific Academy of Ophthalmology (APAO) oraz Academy of Asia-Pacific Professors of Ophthalmology (AAPPO). Dwumiesięcznik.
Czasopismo jest recenzowane, ukazuje się tylko w formie elektronicznej i publikuje w otwartym dostępie. Akceptowane do publikacji są artykuły oryginalne z obszaru badań klinicznych, prace przeglądowe oraz listy do redakcji. Redaktorami naczelnymi czasopisma są Dennis Lam (Hongkong) oraz Jost Jonas (Niemcy).
W międzynarodowym rankingu SCImago Journal Rank (SJR) mierzącym wpływ i znaczenie poszczególnych czasopism naukowych „Asia-Pacific Journal of Ophthalmology” zostało sklasyfikowane w 2018 na 46. miejscu wśród czasopism okulistycznych. W polskim wykazie czasopism punktowanych przez Ministerstwo Nauki i Szkolnictwa Wyższego czasopismo otrzymało w 2019 roku 70 punktów.
Czasopismo jest indeksowane w Medline/Index Medicus oraz Emerging Sources Citation Index (ESCI).